# Come with Us
Come with Us — четвертий студійний альбом британського електронного дуету The Chemical Brothers, виданий 28 січня 2002 року на лейблах Virgin Records та Freestyle Dust. До запису альбому як вокалісти долучились Річард Ешкрофт з гурту The Verve та Бет Ортон. Альбом дебютував на першому місці у UK Albums Chart.
Британська асоціація виробників фонограм надала альбому золотий статус 1 лютого 2002 року.

## Сингли
- It Began in Afrika виданий 1 червня 2001 року на вінілі для Electronic Battle Weapon 5.
- It Began in Afrika перевиданий як офіційний сингл 10 вересня 2001. Досяг #8 у чарті Великої Британії.
- Star Guitar виданий 14 січня 2002 року та досяг #8 у чарті Великої Британії.
- Подвійний сингл Come with Us та The Test представлений 22 квітня 2002 та досягла 14 місця у Великій Британії.
- Трек Hoops представлений 1 червня 2002 року для проекту Electronic Battle Weapon 6.
- The Come with Us/Japan Only EP був представлений ексклюзивно для Японії 17 липня 2002 року.
- The AmericanEP був представлений ексклюзивно для США 19 листопада 2002 року.

## Відгуки
Альбом отримав переважно позитивні відгуки. На сайті Metacritic, який вираховує середній бал відгуків від відомих критиків, альбом отримав 72 бали зі 100 виходячи з 23 оглядів.

## Список пісень
| Come with Us | Come with Us                       | Come with Us |
| #            | Назва                              | Тривалість   |
| ------------ | ---------------------------------- | ------------ |
| 1.           | «Come With Us»                     | 4:58         |
| 2.           | «It Began in Afrika»               | 6:16         |
| 3.           | «Galaxy Bounce»                    | 3:28         |
| 4.           | «Star Guitar»                      | 6:27         |
| 5.           | «Hoops»                            | 6:32         |
| 6.           | «My Elastic Eye»                   | 3:42         |
| 7.           | «The State We're In» (з Бет Ортон) | 6:27         |
| 8.           | «Denmark»                          | 5:07         |
| 9.           | «Pioneer Skies»                    | 4:05         |
| 10.          | «The Test» (з Річардом Ешкрофтом)  | 7:46         |
| 54:42        |                                    |              |

## Дати релізів
| Регіон | Дата            | Лейбл          | Формат | Каталог    |
| ------ | --------------- | -------------- | ------ | ---------- |
| Японія | 21 січня 2002   | Virgin Japan   | CD     | VJCP-68367 |
| UK     | 28 січня 2002   | Freestyle Dust | CD     | XDUSTCD5   |
| UK     | 28 січня 2002   | Freestyle Dust | CD     | XDUSTCDX5  |
| UK     | 28 січня 2002   | Freestyle Dust | 2×LP   | XDUSTLP5   |
| UK     | 28 січня 2002   | Freestyle Dust | КК     | XDUSTMC5   |
| США    | 29 січня 2002   | Astralwerks    | CD     | ASW11682-2 |
| США    | 29 січня 2002   | Astralwerks    | CD     | ASW11895-2 |
| США    | 29 січня 2002   | Astralwerks    | 2×LP   | ASW11682-1 |
| Японія | 29 березня 2002 | Virgin Japan   | CD     | VJCP-68408 |